# Église Saint-Laurent d'Izaourt
L'église Saint-Laurent d'Izaourt est une église catholique située à Izaourt, dans le département des Hautes-Pyrénées en France.

## Présentation
L'église de style néo-gothique a été construite en 1873 par l'architecte M. Morére.
Les vitraux date de 1874.

### Mobilier
- Le bas-relief (auge cinéraire gallo-romaine en marbre blanc) d'un couple est classé au titre objet des monuments historiques depuis 1907[2].
- Une statue de la Vierge à l'Enfant en bois sculpté et doré datant du XIVe siècle (et restaurée au XIXe siècle) est inscrit à l'inventaire des objets des monuments historiques depuis 1999[3].

## Description

### La chaire
La chaire est en bois sculpté, sur la base sont représentés les Quatre Évangélistes, au centre, le Bon pasteur, et sous le dôme, l'Esprit-Saint.

### Chapelle Saint-Joseph
L'autel et le tabernacle sont en marbre blanc.
L'autel est orné de lys, avec au centre les initiales de saint Joseph " S J ".
Le tabernacle est orné de fleur de lys et de croix. Sur la porte du réceptacle est représenté un lys.

#### Les tableaux
Les tableaux sont déposés dans la chapelle Saint-Joseph en attendant d'être restaurer.

### Chapelle de laVierge Marie
L'autel et le tabernacle sont en marbre blanc.
L'autel est orné de lys, avec au centre les initiales de l'Ave Maria " A M ".
Le tabernacle est orné de fleur de lys et de croix dorée. Sur la porte du réceptacle est représenté le Cœur Immaculé de Marie.

### Lechœur

#### Les maîtres-autels
L'ancien
L'ancien maître-autel est en marbre blanc avec six colonnettes.
La façade est ornés avec des décors de végétaux et de fleurs dorés.
Il était utilisé avant le Concile Vatican II, lorsque le prêtre célébrait la messe dos aux fidèles.
Le nouveau
Le nouveau est en bois.
Il a été mis en place après le concile Vatican II, ainsi le prêtre célèbre la messe face aux fidèles.

#### Le tabernacle
Le tabernacle est en marbre blanc, il est ornés avec des fleurs de lys, des croix tréflée dorés.
Dessus sont posés deux chandeliers à sept branches.

## Galerie

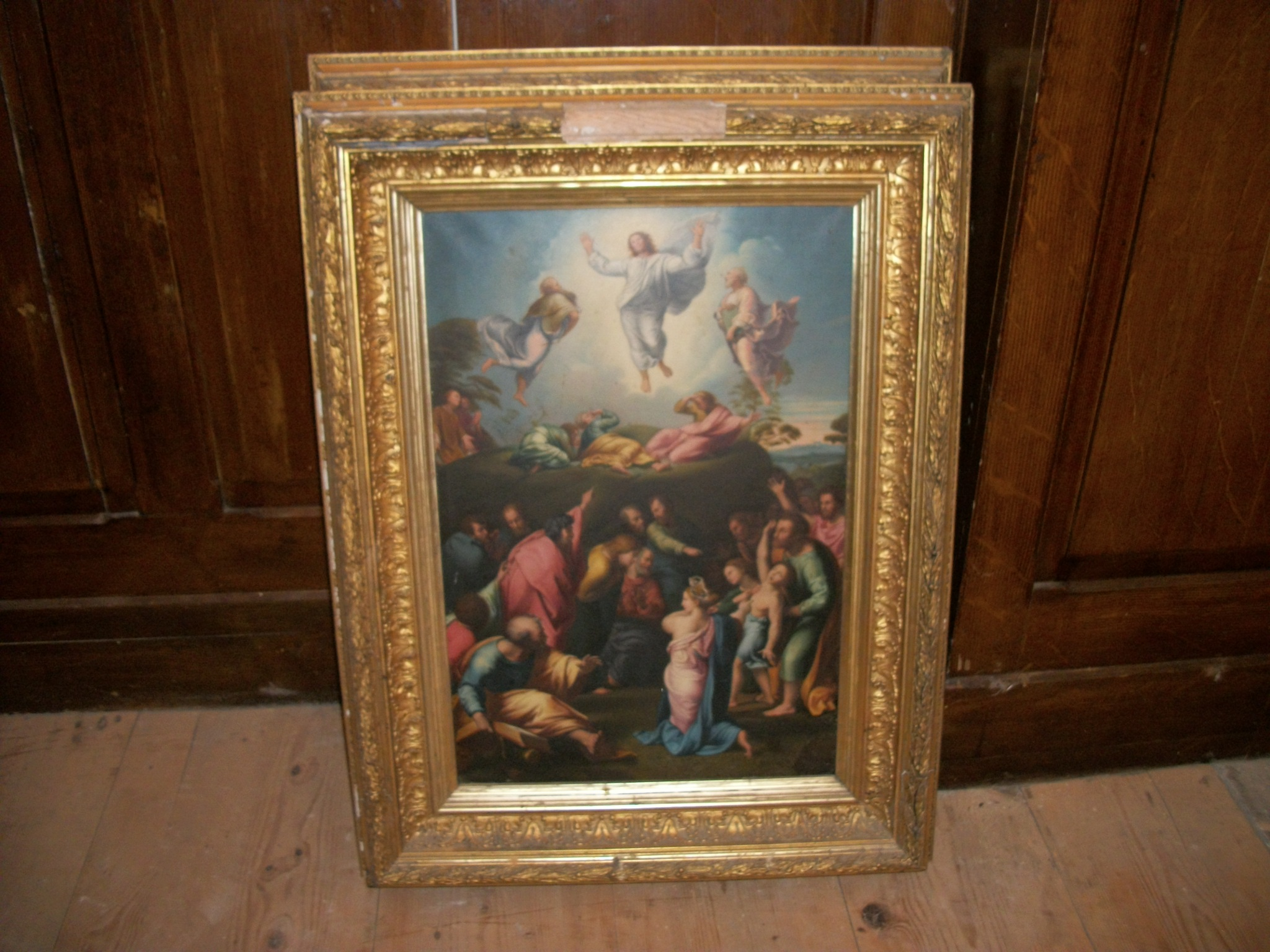
Copie de la transfiguration de Raphaël.
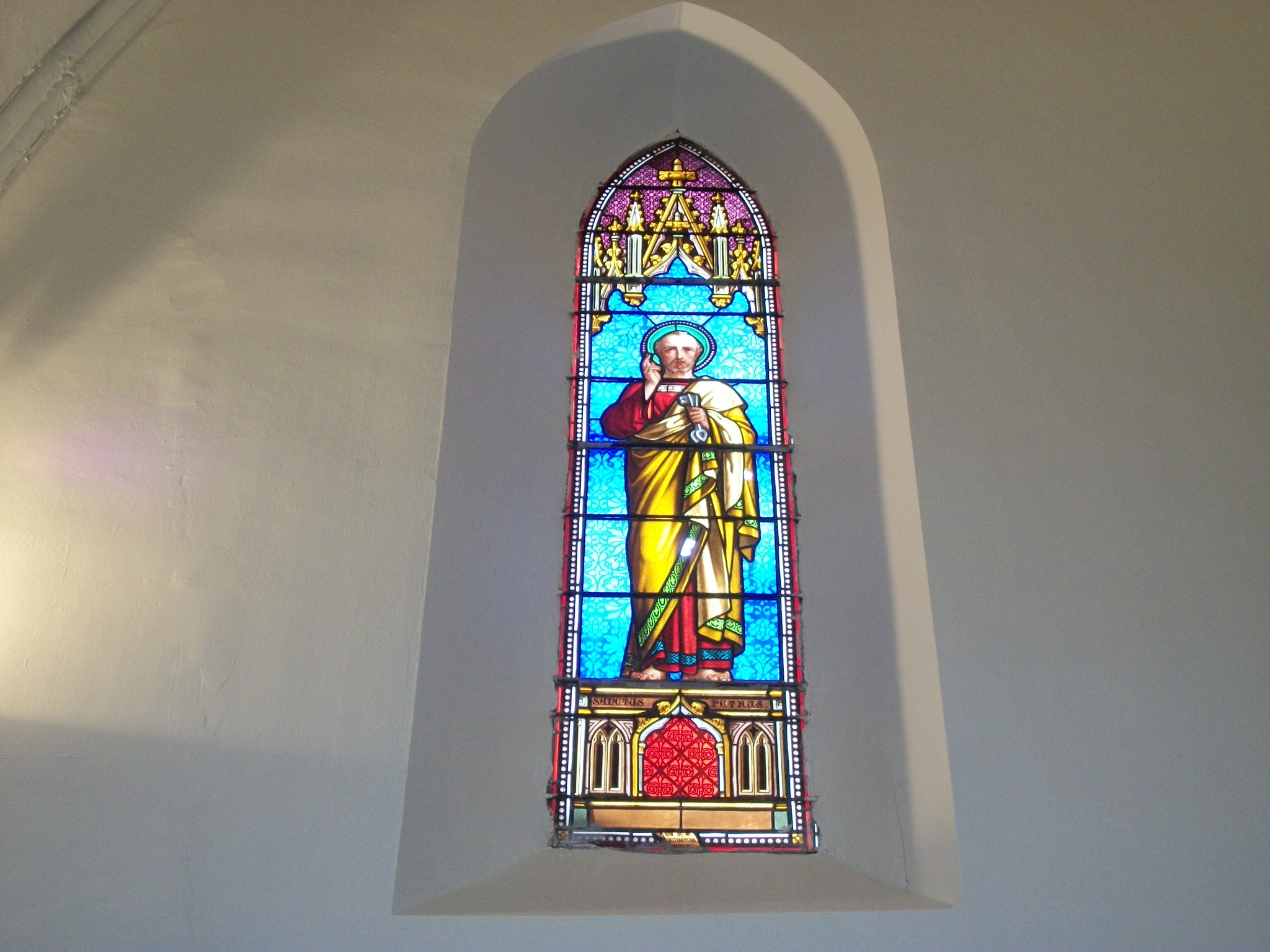
Saint Pierre.
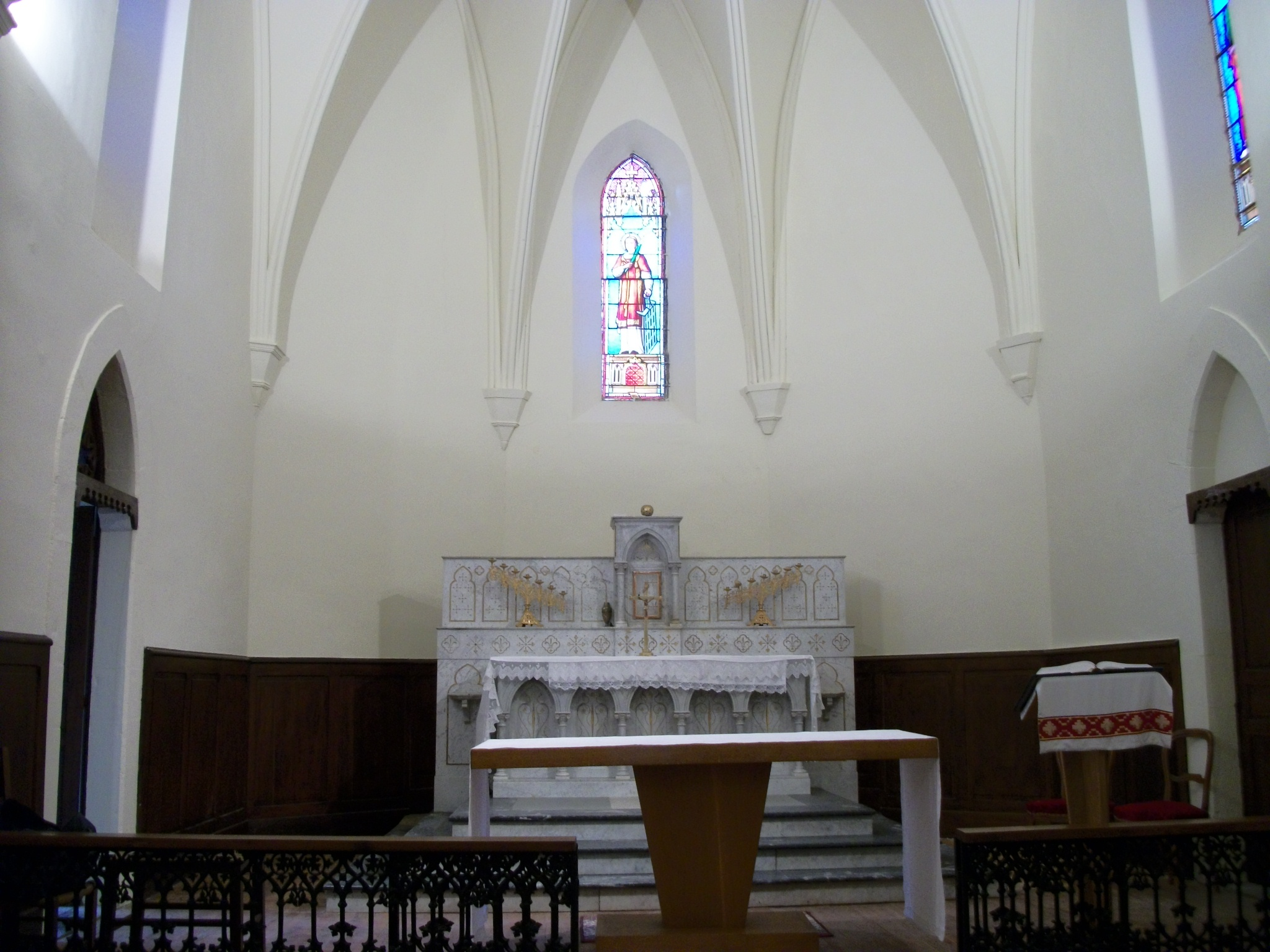
Le chœur.
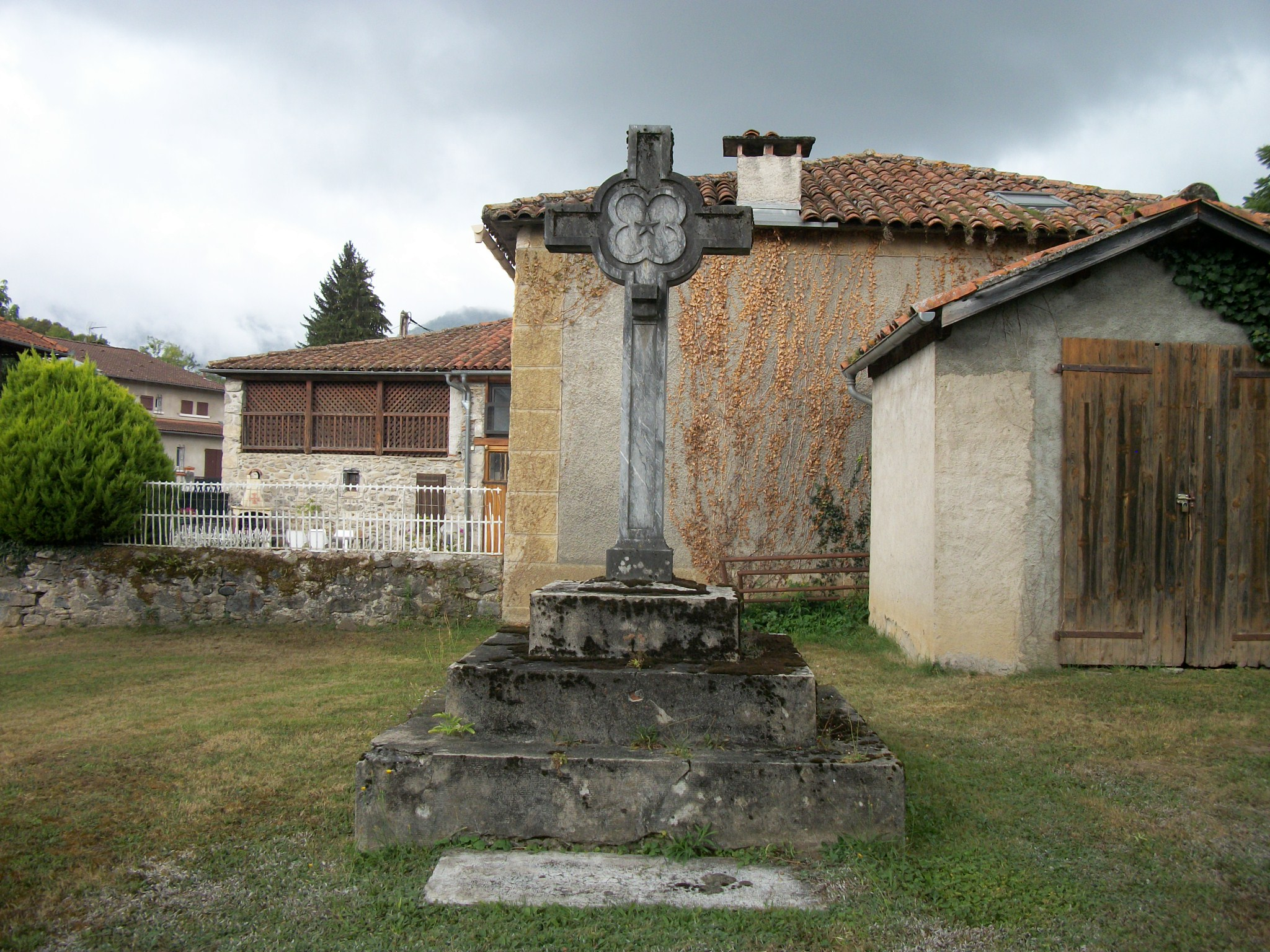
Une croix monumentale celtique.
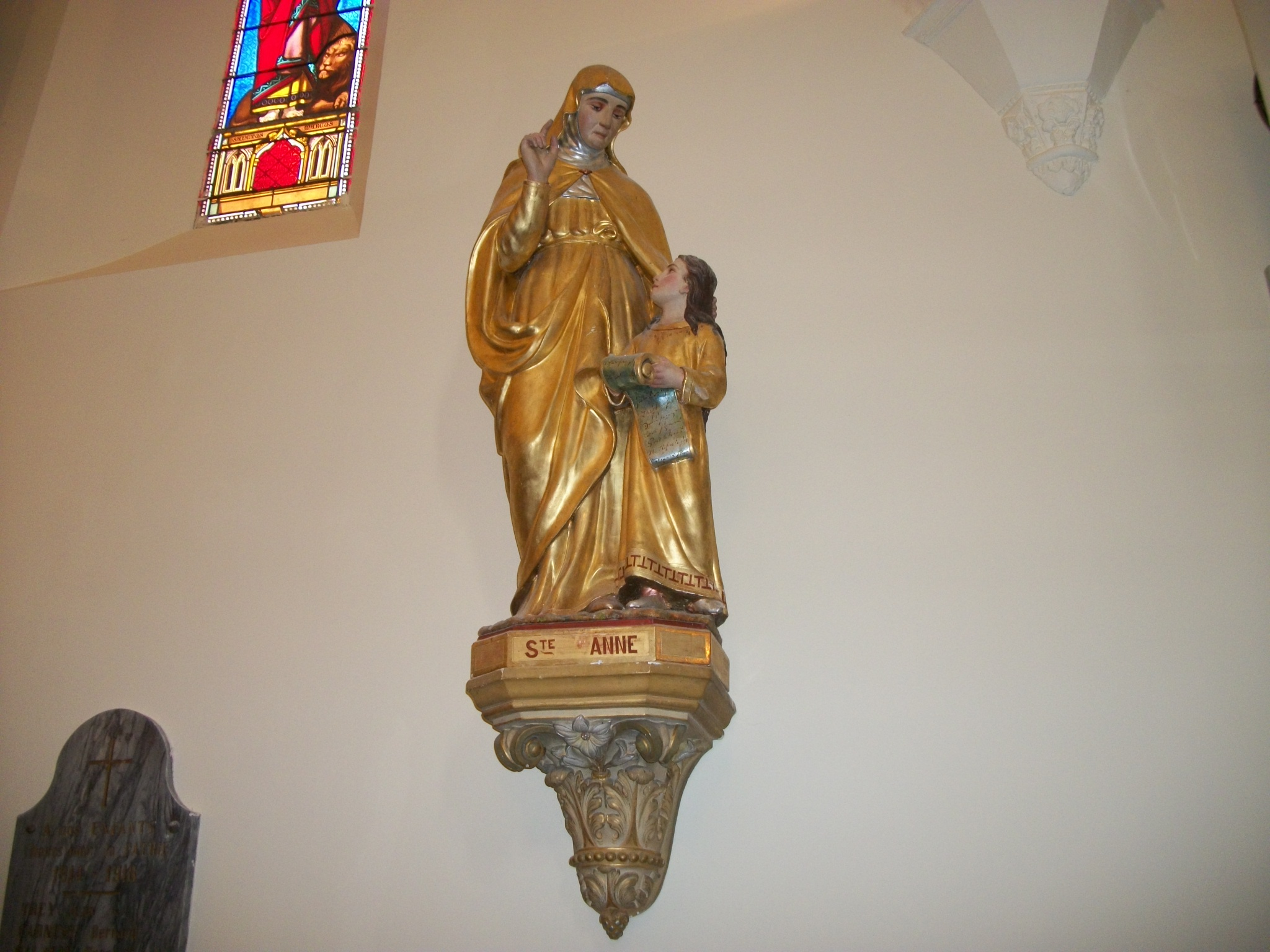
Sainte Anne apprenant à lire les psaumes à sa fille Marie.

## Extraits audio d'une messe
Extraits de la messe de l'ensemble paroissial de la Barousse à l'Église Saint-Laurent d'Izaourt le 23 août 2020.